# Rechodes bicolor
Rechodes bicolor es una especie de coleóptero de la familia Zopheridae.

## Distribución geográfica
Habita en Madagascar.